# Geothlypis formosa
La parula del Kentucky (Geothlypis formosa A. Wilson, 1811) è un uccello della famiglia dei Parulidi originario delle regioni orientali e sud-orientali degli Stati Uniti. È una parula lenta e pesante dotata di coda corta, che preferisce trascorrere la maggior parte del tempo al suolo o in prossimità di esso, tranne quando canta.

## Descrizione
Le parule del Kentucky adulte misurano circa 13 cm di lunghezza. Hanno per lo più una colorazione verde-oliva su dorso e nuca, e giallo brillante dalla gola all'addome. Presentano una piccola quantità di nero sulla corona, e una grande maschera nera su sfondo giallo che corre dal becco e contorna gli occhi, ricordando un paio di occhiali. Le femmine di parula del Kentucky hanno una minore quantità di nero sui lati della testa, e gli esemplari immaturi non presentano quasi nessuna chiazza di nero.

## Distribuzione e habitat
La parula del Kentucky è un uccello poco comune presente in un vasto areale; frequenta le foreste decidue umide. È una specie migratrice, e trascorre l'estate negli Stati Uniti centrali e orientali, spesso spingendosi a nord fino a una linea ipotetica che va dal Wisconsin alla Pennsylvania. Quando arrivano l'autunno e l'inverno, la parula del Kentucky vola verso la penisola dello Yucatán o verso molte isole dei Caraibi, effettuando una trasvolata no-stop del golfo del Messico.

## Biologia
La parula del Kentucky nidifica sul terreno, in un nido nascosto alla base di un cespuglio o in una chiazza di erba circondata da una zona di vegetazione d'alto fusto. La femmina depone tra le 3 e le 6 uova, bianche o color crema e ricoperte da macchioline marroni. La cova è effettuata dalla sola femmina, e si protrae per circa 12 giorni. Le giovani parule del Kentucky di solito lasciano il nido circa 10 giorni dopo la schiusa.